# Pedro Homem Pereira
João de Correia de Brito est le 17e et dernier capitaine-major du Ceylan portugais. 

## Biographie
Durant son mandat, le roi de Kotte Dharmapala lègue son territoire au roi du Portugal Philippe Ier. Il abolira le poste de capitaine-major pour être remplacé par le poste de gouverneur